# پایگاه هوایی مانتا
پایگاه هوایی مانتا (به انگلیسی: Manta Air Base) یک فرودگاه همگانی و نظامی با کد یاتا MEC است که یک باند فرود آسفالت دارد و طول باند آن ۲۸۶۰ متر است. این فرودگاه در کشور اکوادور قرار دارد و در ارتفاع ۱۵ متری از سطح دریا واقع شده‌است.